# Budynek przy ul. Fosa Staromiejska 12/14 w Toruniu
Budynek przy ul. Fosa Staromiejska 12/14 w Toruniu – neogotycki gmach sądu okręgowego (Königlisches Amtsgericht) znajdujący się na Starym Mieście w Toruniu. Lokalizację nowego budynku wyznaczono w maju 1895 roku. Przypuszczalnie budowę rozpoczęto w kwietniu 1897 roku. Budynek oddano do użytku w 1900 roku. Obiekt figuruje w gminnej ewidencji zabytków (nr 2087).